# Sobor (Hongarije)
Sobor is een plaats (község) en gemeente in het Hongaarse comitaat Győr-Moson-Sopron. Sobor telt 339 inwoners (2001).